# RIM-7 Sea Sparrow
Le RIM-7 Sea Sparrow est un missile mer-air anti-aéronefs et antimissiles à courte portée, conçu aux États-Unis. Utilisé depuis les navires de guerre il est principalement destiné à les protéger des attaques de missiles antinavires. Il a cependant été adapté de manière marginale sur des systèmes sol-air terrestres.

## Généralités
Le système fut conçu dans les années 1960 à partir du missile air-air déjà existant AIM-7 Sparrow. Cette arme légère de défense ponctuelle devait être aisément adaptée aux navires existants, généralement aux emplacements des anciens systèmes de défense antiaérienne, basés sur des canons.
À ses débuts, le système était extrêmement basique, guidé par un radar illuminateur manœuvré manuellement par un opérateur. Il a depuis subi de nombreuses améliorations et mises à jour, et ne ressemble plus que vaguement à son programme originel, le Sparrow. Il est plus grand, plus rapide, intègre un nouvel autodirecteur et un système de lancement compatible avec les conteneurs de lancement verticaux des navires modernes (VLS : Vertical Launch System). 50 ans après son développement, le Sea Sparrow demeure une composante importante de la défense aérienne « en paliers » des navires de l'US Navy. Il apporte une défense efficace dans la tranche des courtes/moyennes portées, en particulier contre les missiles volant au ras des flots (une caractéristique toute désignée des missiles antinavires).

## Historique

### Contexte
À la fin des années 1950, les avions de chasse à réacteurs (Jets) volant à basse altitude présentaient une menace sérieuse pour les forces navales. Approchant à basse altitude, en dessous de l'horizon visuel des navires, ils pouvaient apparaître au dernier moment à des distances très courtes, larguer leurs projectiles et s'enfuir rapidement. Ce type d'attaque procurait alors un avantage énorme aux avions par rapport aux armes précédentes, telles que les bombardiers en piqué ou les avions-torpilleurs, dont la faible vitesse permettait aux navires de pouvoir se défendre avec leurs canons antiaériens. Cet avantage était tellement important que, lorsque la Royal Navy fut confrontée à la menace du nouveau croiseur soviétique de la classe Sverdlov, les britanniques réagirent de manière inhabituelle et mirent en service l'avion d'attaque Blackburn Buccaneer pour l'attaquer en cas de nécessité.
Une autre amélioration majeure des capacités des aéronefs vint de la disponibilité alors récente d'armes guidées de précision. Les premières ébauches de ces nouvelles armes furent expérimentées au cours de la Seconde Guerre mondiale, lorsque les Allemands mirent au point le missile téléguidé Fritz X, puis furent plus tard améliorées par les soviétiques, qui mirent au point des missiles de croisière semi-autonomes, comme le KS-1 Komet. Les missiles de cette période combinaient alors un guidage dépendant de l'avion lanceur (téléguidage), suivi d'un guidage autonome lors de la phase terminale du missile, grâce aux capteurs embarqués du missile. Ces nouveaux schémas d'attaque permettaient alors aux avions de pouvoir faire usage de leurs armes à une distance relativement importante, les mettant largement à l'abri d'une quelconque tentative de défense de la part du navire visé. La seule solution pour contrer ces attaques était alors d'envoyer sur place une flotte de chasseurs à long rayon d'action, qui devaient alors tenter d'intercepter les avions ennemis avant qu'ils n'aient eu le temps de trop se rapprocher des navires. Un des avions ayant excellé dans ce rôle était le F-14 Tomcat, mais il ne fut pas mis en service avant 1974.
La doctrine de l'US Navy mit l'accent sur la défense aérienne à longue portée pour contrer à la fois les avions rapides et les missiles, et le développement de nouvelles défenses à courte portée fut largement mis de côté. Alors que de coûteux chasseurs à longue portée étaient en cours de développement, comme le Douglas F6D Missileer (en), les navires devaient continuer à composer avec de vieux armements, généralement des canons Bofors de calibre 40 mm ou Oerlikon de 20 mm. Au début des années 1960, leurs capacités contre des avions modernes et des missiles étaient devenues très limitées : Le manque de systèmes à réaction rapide, des radars de ciblage avec une précision médiocre et des temps de mise en route des systèmes de contrôle de tir exagérément longs, signifièrent que les canons étaient tout simplement dépassés lorsqu'ils étaient face à leur ennemi, se déplaçant à grande vitesse dans des avions modernes à réacteurs.
L'apparition de missiles à vol rasant augmenta de manière critique la menace qui pesait sur les navires. Contrairement aux missiles antinavires de la génération précédente, ces nouveaux engins s'approchaient de leur cible à une altitude très faible, comme les avions d'attaque, restant cachés jusqu'au dernier moment. Ces missiles étaient de taille relativement réduite, et étaient ainsi bien plus difficiles à toucher que les avions d'attaque. Si les vieilles défenses pouvaient encore faire illusion un certain temps contre des avions volumineux ou des missiles volant à haute altitude, elles n'étaient cependant plus d'aucune utilité contre ces nouvelles armes. Afin de pouvoir contrer efficacement cette nouvelle menace, les navires avaient donc besoin de nouveaux armements, capables d'attaquer ces cibles aussitôt qu'elles apparaîtraient, et en faisant preuve d'une grande précision afin de les toucher du premier coup. Si le premier coup s'avérait décisif, il était admis que la possibilité de faire face à un deuxième tir était très peu probable.

### Point defence missile system(PDMS)
L'US Army fit face à un problème similaire pour sa défense contre les attaques menées par des avions d'attaque évoluant à grande vitesse. Dans ce cas précis, la situation était même pire, car l'horizon visuel ne se limitait pas seulement à l'horizon de l'océan, mais plutôt à la forme des reliefs environnants, la présence des arbres, des bâtiments... Cette configuration de la scène rendait les temps d'engagement, en cas de tentative de défense, extrêmement courts, tout au plus quelques secondes. Les militaires en conclurent que les systèmes employant des canons étaient tout simplement inutilisables dans ce rôle. En effet, le temps que les radars de veille désignent la position de la cible, soient relayés par les radars de tir, puis par le pointage mécanique du canon, tout en calculant précisément la trajectoire de ses munitions, prenait beaucoup trop de temps, et la cible était déjà hors d'atteinte. D'un autre côté, un missile aurait apporté un avantage indéniable, car il aurait été capable de corriger sa trajectoire directement en vol. De plus, les charges militaires des missiles offraient la particularité d'être mises à feu par une fusée de proximité, ce qui signifiait que le missile pouvait détruire sa cible, même en passant « seulement à côté », tout en étant bien évidemment assez proche.
En 1959, l'US Army commença le développement du MIM-46 Mauler, qui consistait en l'installation d'un missile rapide sur le toit d'un très classique transport de troupes M113. Le tout était associé à un radar de recherche et à un radar de poursuite et d'illumination séparé. De manière à pouvoir convenir aux temps de réponse extrêmement courts nécessités, le système de contrôle de mise à feu était semi-automatique : Les opérateurs auraient d'abord vu leurs cibles sur l'écran du radar de veille et leur auraient attribué des priorités, tandis que le système aurait sélectionné celles qui se seraient directement trouvées dans la portée de tir et aurait automatiquement fait feu contre elles. Comme le missile aurait dû opérer près du sol, dans un environnement propice aux parasites et réflexions du terrain, il avait été décidé qu'il soit téléguidé par les émissions électromagnétiques du radar d'illumination, en plus de la présence dans son nez d'un autodirecteur infrarouge, ce qui lui aurait permis d'être guidé aussi longtemps qu'aucun obstacle n'aurait été présent entre lui et le véhicule lanceur.
Les mêmes paramètres basiques d'engagement - haute vitesse et temps de réaction rapide - s'appliquaient parfaitement pour la défense contre les missiles ou les avions à vol rasant. La marine américaine tenta alors d'adapter le Mauler à l'emploi depuis les navires, en lui retirant son radar de recherche et ses câblages associés, afin d'employer le radar du navire déjà installé à l'origine. Seuls le radar illuminateur et les lanceurs à neuf tubes auraient été conservés, installés dans une structure plutôt compacte. Le développement de ce système fut démarré en 1960, sous la désignation de « Point Defense Missile System » (PDMS : Système-missile de défense ponctuelle), qui reçut également la désignation de RIM-46A Sea Mauler. La marine eût alors une telle confiance dans le Sea Mauler qu'elle décida de modifier la conception de ses futures frégates, celles de la classe Knox, en leur dégageant un espace sur le pont arrière afin de pouvoir y installer un lanceur Sea Mauler.
La confiance de la Navy en ce système se révéla être une erreur. En effet, en 1963, le programme fut rétrogradé au statut de simple démonstrateur technologique, en raison de problèmes récurrents, avant d'être finalement complètement abandonné, en novembre 1965. Toutes les parties prenantes du projet, l'US Army, l'US Navy et l'armée de terre britannique, commencèrent alors à chercher le moyen de remplacer ce système. Alors que les britanniques se lancèrent dans une approche à long terme et mirent au point le missile Rapier, les armées américaines s'empressèrent de trouver un système qui puisse être rapidement développé et mis en service. Faisant face au problème du guidage de missiles dans un environnement saturé d'échos parasites, l'US Army décida d'adapter le missile à infrarouges AIM-9D Sidewinder sur le châssis du M113, ce qui donna lieu à l'apparition du MIM-72 Chaparral. Cependant, ce missile, de type « tail chaser » (« qui suit l'arrière de sa cible »), n'aurait été d'aucun secours pour un navire en mer, car les missiles s'en approchant aurait présenté leur partie avant au navire, ce qui aurait empêché l'autodirecteur de le viser. Il leur fallut donc trouver un système guidé par radar, et ce fut naturellement vers l'autre missile célèbre de l'époque vers lequel on se tourna, l'AIM-7 Sparrow. Le Chaparral fut cependant envisagé pour la défense des petites unités, en raison de sa petite taille plus adaptée, mais il ne fut finalement jamais testé.

### Basic point defence missile system(BPDMS)

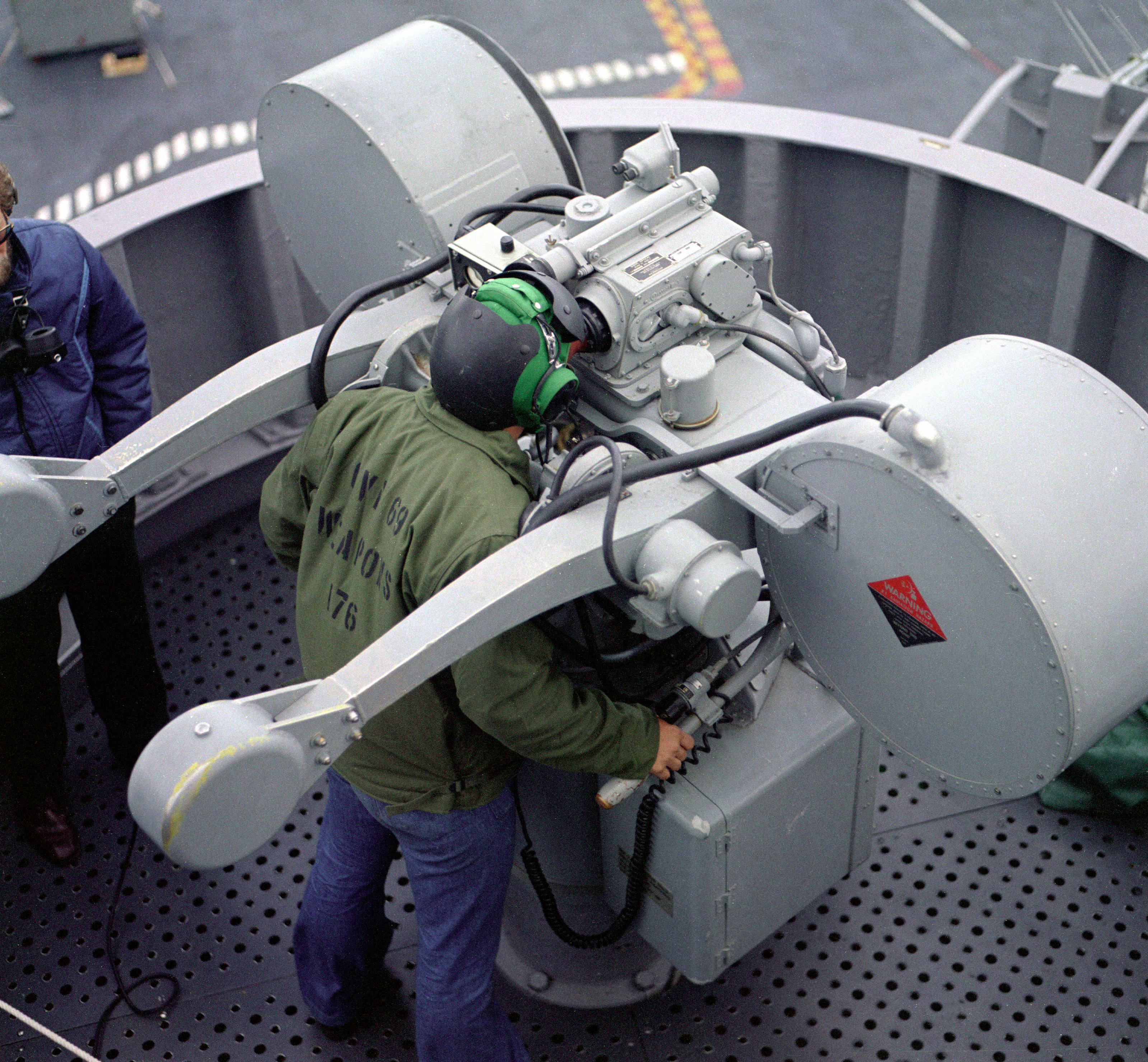
Un radar illuminateur Mark 115. C'était initialement cet élément, dirigé par un membre d'équipage, qui devait diriger un Sea Sparrow vers sa cible.

Suivant une organisation très rapide, le « Basic Point Defense Missile System » (BPDMS : Système-missile de défense ponctuelle basique), dérivé du missile AIM-7E alors couramment utilisé par le chasseur F-4 Phantom, fut adapté à l'usage « marin » avec une rapidité surprenante. Les plus gros développements effectués furent le lanceur Mark 25, dotés de fonctionnalités d'entraînement et dérivé du lanceur de l'ASROC, et le radar d'illumination opéré manuellement Mark 115, qui ressemblait à deux gros phares de recherche. La mise en œuvre était extrêmement simple : L'opérateur était dirigé vers la cible via les précisions fournies vocalement par les opérateurs du radar de recherche, puis alignait ensuite l'illuminateur radar sur la cible. Grâce à un cône d'émission relativement large, ce radar n'avait besoin que d'un pointage grossier. Le signal émis en continu par ce dernier, après avoir subi l'effet Doppler appliqué par le contact avec la cible en mouvement, était de toute façon assez puissant lors du retour, même si l'antenne n'était pas parfaitement centrée. Le lanceur suivait automatiquement les déplacements de l'illuminateur, de telle manière que lors du lancement, le missile pouvait voir immédiatement les réflexions du signal provenant de la cible.
Sous cette forme, le Sea Sparrow fut testé sur l'USS Bradley dès février 1967, mais cette installation fut ensuite démontée lorsque le navire fut expédié au Viêt Nam, plus tard dans la même année. Les tests continuèrent et, entre 1971 et 1975, le Sea Sparrow fut installé sur 31 bâtiments, du DE-1052 (USS Knox) au FF-1069 (USS Bagley) et du DE-1071 (USS Badger) au FF-1083 (USS Cook). Le navire manquant de la série, l'USS Downes n'en fut pas équipé et fut utilisé pour mettre au point une version améliorée du missile.
Le Sea Sparrow était cependant loin d'être une arme idéale. Son moteur-fusée avait été conçu à l'origine avec pour objectif des lancements à grande vitesse depuis des avions, et était donc optimisé pour un vol de longue durée à une puissance relativement réduite. Dans une configuration surface-air, le missile aurait dû avoir une forte accélération dès le départ, afin de pouvoir prendre de la vitesse et intercepter rapidement les cibles à très basse altitude. Autre problème, le profil de puissance du moteur était calculé pour les hautes altitudes, où l'air est moins dense. Lorsque le missile fut ramené au niveau de la mer, il ne produisait pas assez de puissance pour combattre la traînée qu'il créait, et sa portée était fortement diminuée. Certaines estimations indiquaient que le Sea Sparrow n'était efficace qu'à une distance maximale de 10 km, seulement un quart de la portée normale de sa version aéroportée. Un moteur d'une puissance bien supérieure, même si son temps de combustion était plus court, s'avérait alors nécessaire pour augmenter de manière significative les performances du missile.
Un autre problème venait du fait que le Sparrow était dirigé par ses ailerons montés à mi-longueur du fuselage. Cette solution avait été choisie parce qu'elle nécessitait moins d'énergie pour les manœuvres basiques effectuées pendant le vol de croisière, mais cela rendait le missile globalement moins agile, ce qui ne convenait pas vraiment pour une arme de réaction rapide.
En plus, ces ailettes motorisées impliquaient qu'elles n'allaient pas être faciles à adapter pour être repliées dans le conteneur de lancement, et ce dernier fut donc ajusté aux dimensions des ailes du missile, plutôt qu'au diamètre de son fuselage, ce qui prenait plus de place. Même si le Sea Sparrow était censé être un système-missile de petite taille, pouvant être installé sur une importante quantité de bâtiments divers, le lanceur était tout de même assez gros et ne fut déployé qu'à partir des plus grosses frégates, destroyers et porte-avions. Enfin, l'illuminateur manuel était finalement d'un emploi limité lorsque le temps était mauvais ou que la nuit était tombée, ce qui était peu encourageant pour une arme navale, dont une grande partie de l'existence se serait déroulée dans de mauvaises conditions extérieures.

### Improved Basic Point Defense Missile System(IBPDMS)

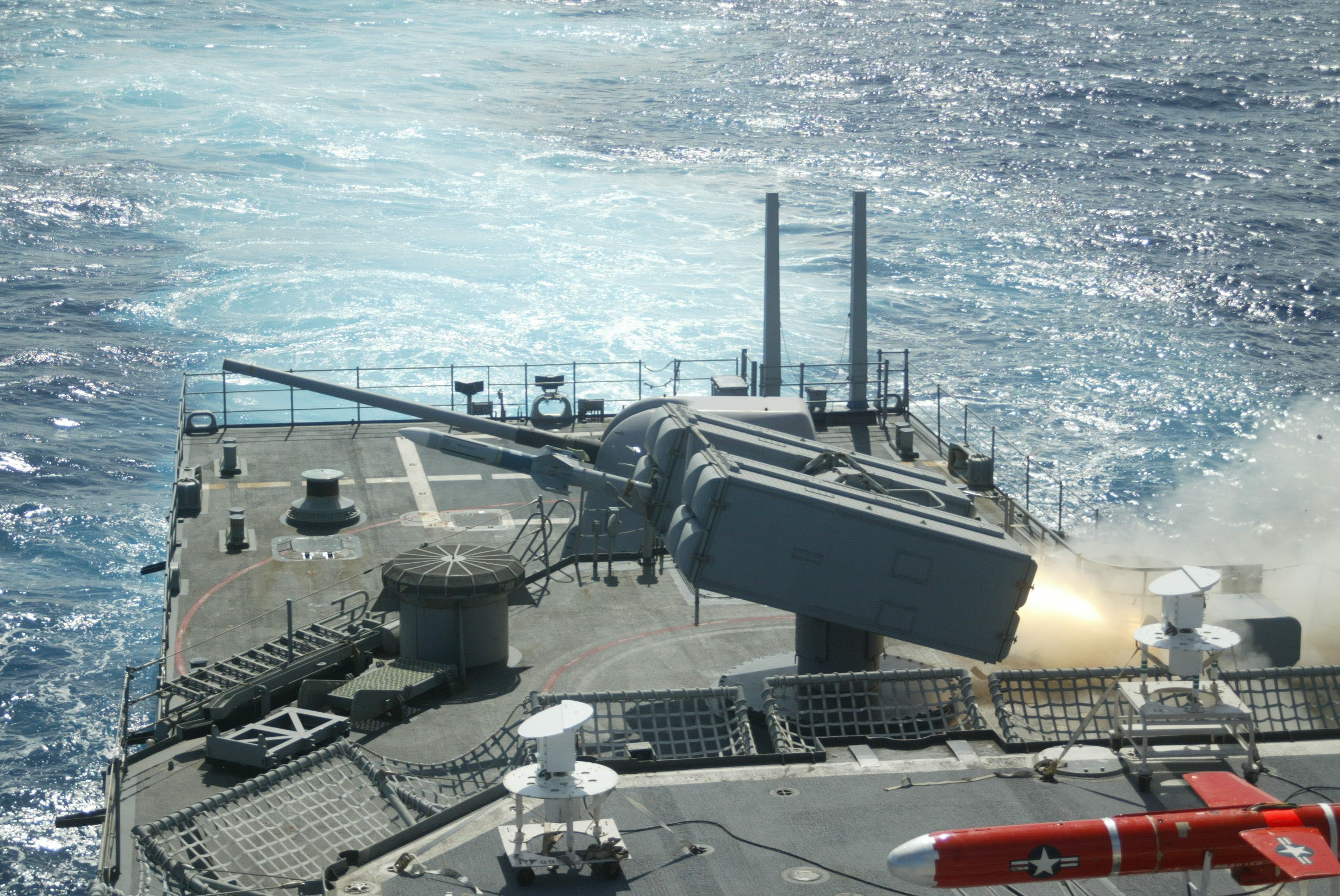
Le destroyer USS O'Brien lance un missile Sea Sparrow NSSM, visible avec ses ailettes centrales encore repliées à la sortie du lanceur Mark 29 (5 novembre 2003).

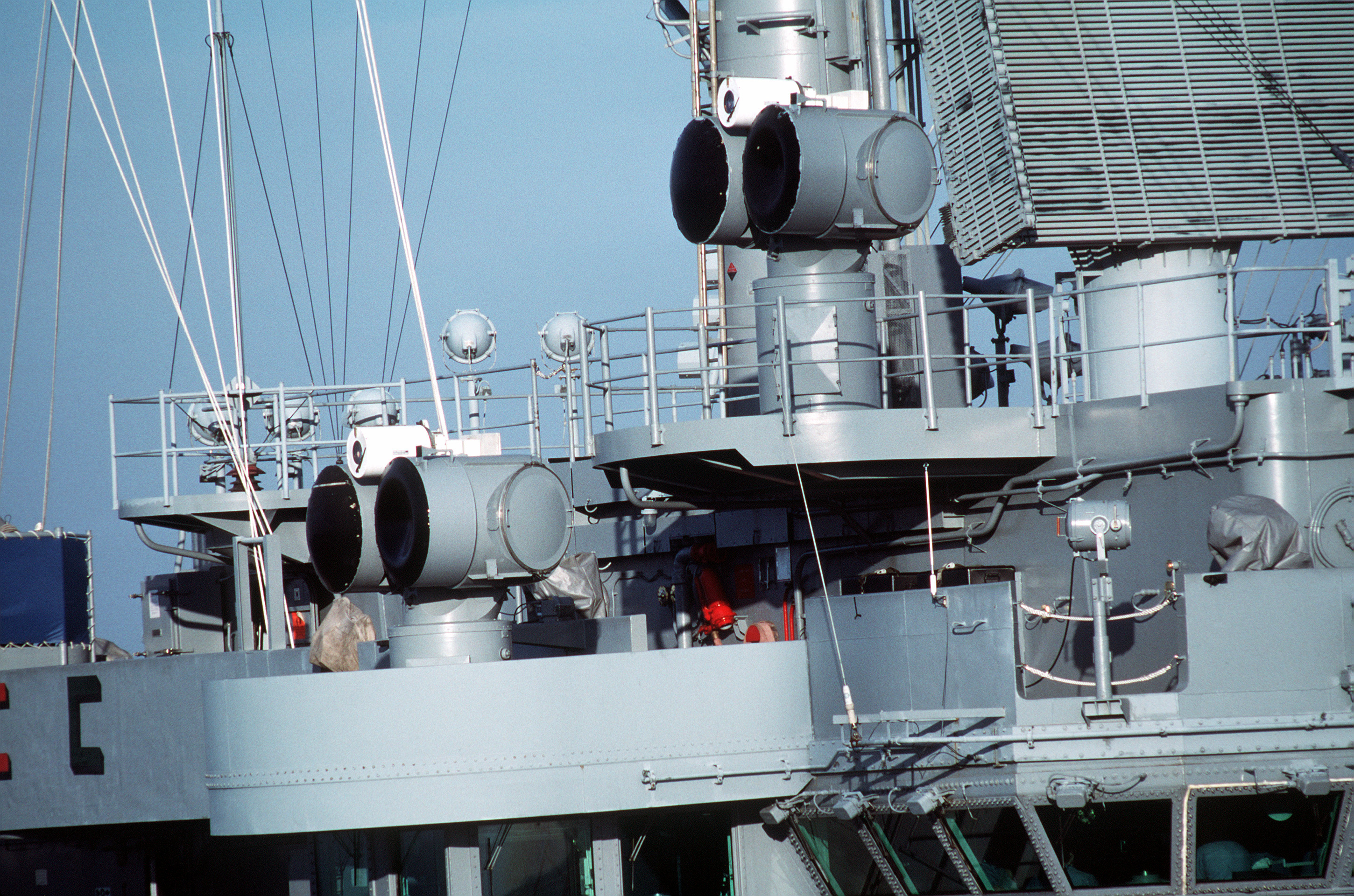
Deux illuminateurs radar Mk.95, utilisés pour guider un Sea Sparrow vers sa cible. Contrairement à leur prédécesseur, ces éléments sont automatiques et ne nécessitent aucune présence humaine.

En 1968, le Danemark, l'Italie et la Norvège signèrent un accord avec l'US Navy pour l'utilisation du Sea Sparrow sur leurs navires, ainsi qu'une collaboration pour la mise au point de versions améliorées. Les années suivantes, de nombreux autres pays se joignirent au projet, alors dénommé « NATO SEASPARROW Project Office » (NSPO). De nos jours, le projet rassemble douze pays membres. Sous cette couverture, le programme « Improved Basic Point Defense Missile System » (IBPDMS : Système-missile de défense ponctuelle basique amélioré) fut démarré, alors même que la version originale du missile était déjà en service.
L'IBPDMS vit le jour en tant que RIM-7H, qui était essentiellement un RIM-7A avec des ailettes centrales modifiées pour pouvoir être repliées. Cette modification était d'un genre assez similaire à celle employée par les avions embarqués : les ailettes étaient repliées à partir d'environ la moitié de leur longueur, avec la partie extérieure tournée vers l'arrière du missile. Cette solution technique permettait aux missiles d'être stockés dans les conteneurs plus étroits du nouveau lanceur Mark 29. Elles pivotaient automatiquement pour revenir à leur position normale dès le lancement.
L'autodirecteur fut modifié afin de pouvoir travailler avec de nombreux radars de guidage différents, incluant ceux utilisés par les systèmes-missiles européens existants. La production du RIM-7H commença en 1973, sous la désignation de NATO Sea Sparrow Missile System (NSSMS) Block.I. L'US Navy profita également de l'installation du nouveau radar illuminateur Mark 95, similaire au Mark 115 original, mais doté d'un guidage automatique pouvant opérer par tous les types de conditions météo. Ce Mk-95 était la base d'un système de contrôle de tir hautement automatisé, le Mark 91.

### Modernisations du missile
En 1972, la firme Raytheon démarra la mise au point d'une mise à jour du Sparrow, afin d'armer le chasseur de supériorité aérienne F-15 Eagle, donnant naissance à la version AIM-7F. Le modèle F remplaçait le vieux système de guidage analogique par un nouveau, doté de composants à état solide, capable d'opérer avec le nouveau radar à impulsions Doppler du F-15. Le système de guidage était bien plus petit, ce qui permit à la charge militaire d'être déplacée de sa position arrière d'origine vers une nouvelle position en avant des ailettes centrales, en même temps qu'une augmentation de sa masse à 39 kg. Le fait de la déplacer en avant permit également d'augmenter la taille du propulseur, et il fut alors remplacé par un nouveau modèle à double poussée. La première poussée, importante, devait permettre au missile d'accélérer très rapidement pour atteindre sa vitesse de croisière, tandis que la deuxième se contentait de maintenir cette vitesse sur le long terme. De la même manière que le RIM-7H avait été rapidement adapté à l'usage marin, le nouveau missile fut très rapidement converti pour l'emploi depuis les navires de la Navy, où il reçut la dénomination de RIM-7F. Étrangement, la lettre était antérieure à celle du H, bien que sa technologie était clairement plus avancée.
Une autre amélioration majeure de l'AIM-7 fut créée, l'AIM-7M, qui donna naissance au RIM-7M. Le M était doté d'un nouveau radar actif de type monopulse, qui lui permettait d'être tiré vers le bas à partir d'un avion évoluant à haute altitude, chose qui était impossible avec les modèles précédents car la cible se serait retrouvée masquée par les échos parasites du sol. Le nouveau modèle comprenait également un système de guidage complètement informatisé qui pouvait être mis à jour directement sur le terrain, ainsi qu'une nouvelle réduction de poids, permettant une seconde amélioration de la charge militaire. Le système de guidage informatisé intégrait également un pilote automatique simple, permettant au missile de continuer à voler vers la dernière position connue de la cible même si le signal était perdu, ce qui permettait à la plateforme de lancement de perdre l'accrochage pendant de courts instants pendant le vol du missile. Toutes ces modifications apportèrent une amélioration générale des performances du missile contre les cibles volant près de la surface. Le modèle M entra en service opérationnel aux États-Unis en 1983.
Le RIM-7E originel était capable de voler environ à plus de Mach 2.0, entre 30 et 15 000 m d'altitude et sur une distance de 15 à 22 km (selon l'altitude de la cible). Le RIM-7F améliora significativement ces performances, mais bénéficia également d'une fusée de proximité plus efficace contre les cibles volant à très basse altitude, avec une altitude minimale d'engagement ramenée à moins de 15 m. Il était même capable d'atteindre une cible à 8 m, donc il était en quelque sorte capable d'atteindre des missiles du même type que l'Exocet.
Alors que le modèle M était en cours de mise au point, l'US Navy mit également en place une mise à jour pour le système de contrôle de mise à feu Mark 91, désignée Mark 23 Target Acquisition System (TAS). Le TAS comprenait un radar à moyenne portée travaillant en deux dimensions et un système d'identification IFF, qui distribuaient leurs informations à une nouvelle console à l'intérieur de la salle d'opérations du navire. Le Mark 23 détectait, priorisait et affichait automatiquement les cibles potentielles, améliorant de manière considérable le temps de réaction de l'ensemble du système. Le Mark 23 est également utilisé pour détecter des cibles pour la plupart des autres systèmes d'armes, parmi lesquels des systèmes-canons ou missiles. Le TAS est entré en service dans la flotte en 1980.

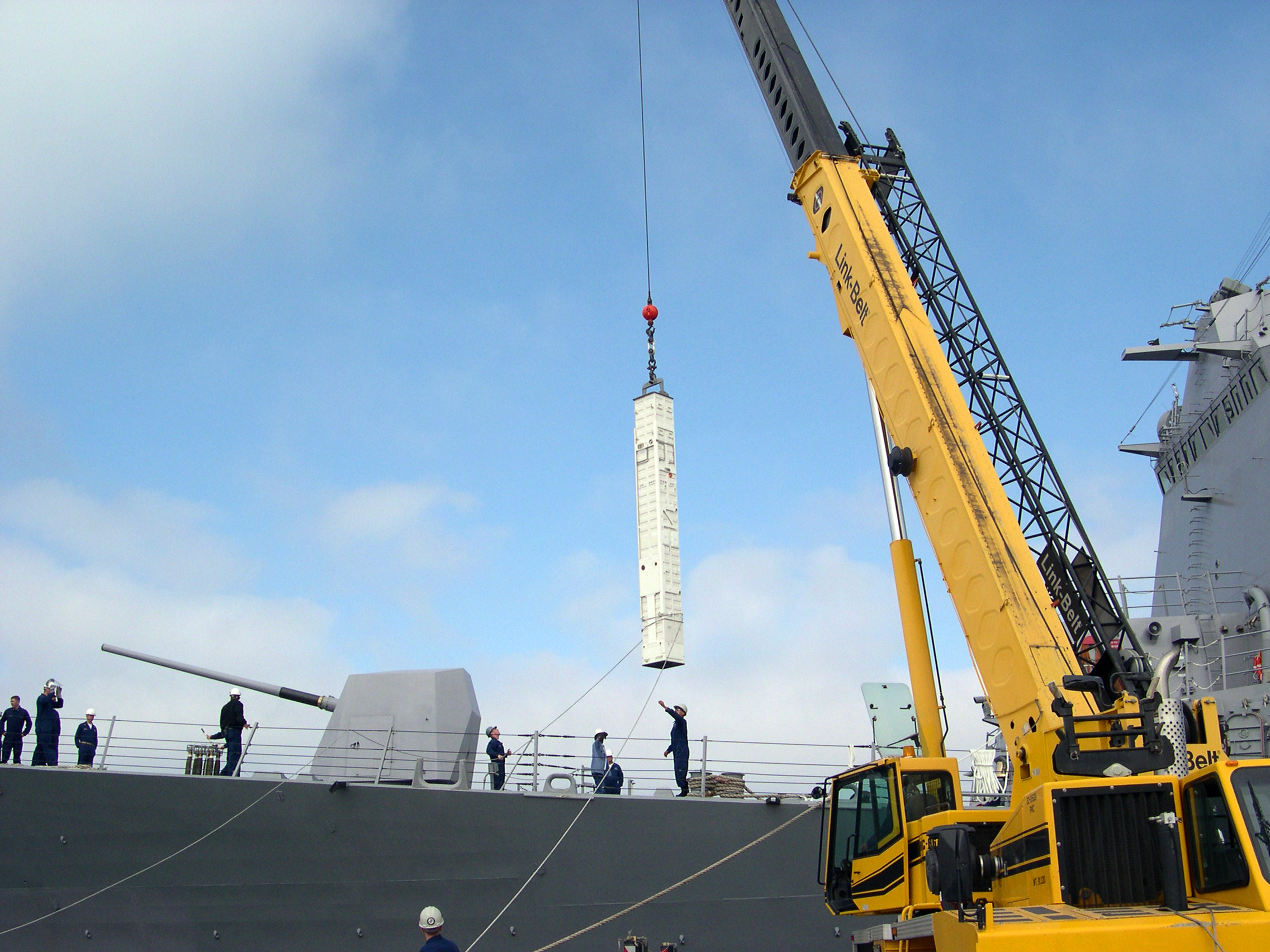
Un Evolved Sea Sparrow en cours de chargement dans son tube de lancement vertical.

Le programme NSPO profita également de la mise à jour de la série M pour améliorer encore le système et l'adapter aux lancements depuis des silos de lancement vertical (VLS : Vertical Launch System). Cette lourde modification emploie l'équipement Jet Vane Control (JVC), fixé sur le bas du missile. Lors du lancement, un petit moteur dans le JVC accélère le missile et l'éjecte au-dessus du navire lanceur, puis emploie des vannes positionnées dans son propre échappement pour orienter rapidement le missile dans la direction de la cible, dont la position est transmise au JVC pendant le tir. Que le Sea Sparrow soit lancé verticalement ou de manière standard, son fonctionnement est le même : il recherche instantanément sa cible de manière active.
L'amélioration finale du Sparrow fut la version AIM-7P, qui remplaça le guidage du M par un modèle amélioré, doté d'une capacité de mises à jour à mi-parcours, rendue possible par la présence de nouvelles antennes montées à l'arrière du fuselage du missile. Pour un usage air-air, cela permettait au missile d'être « glissé » au-dessus de sa cible à haute altitude, puis d'être envoyé en plongeon directement sur elle au dernier moment. Cela procurait au missile une bien meilleure portée, car son vol à haute altitude lui faisait profiter d'une densité atmosphérique moindre. Cela signifiait que cette nouvelle version pouvait également être directement guidée contre des cibles de surface qui normalement ne se verraient pas bien au radar (qui fonctionne seulement en calculant des vitesses relatives), permettant aux radars de recherche plus puissants du navire lanceur de fournir des informations de guidage au missile jusqu'à ce qu'il s'approche suffisamment de sa cible et que le signal réfléchi devienne assez puissant pour lui. Cela apportait également au Sea Sparrow, alors désigné RIM-7P, une capacité secondaire anti-navire très utile, lui permettant d'être employé pour l'attaque de navires de petites dimensions.

### Evolved Sea Sparrow missile (ESSM)

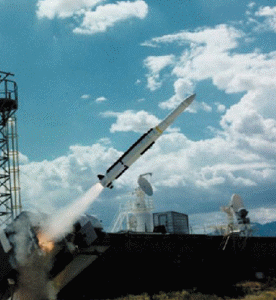
Lancement d'un ESSM. On peut nettement distinguer la section moteur agrandie.

Même si la Navy et l'Air Force avaient initialement prévu des mises à jour additionnelles pour le Sparrow, notamment l'AIM-7R doté d'une combinaison d'autodirecteurs radar et infrarouge, elles furent finalement annulées en faveur du plus moderne AIM-120 AMRAAM, en décembre 1966. Le lien étant désormais rompu entre les missiles air-air et mer-air, la firme Raytheon proposa une plus vaste gamme d'améliorations pour le Sea Sparrow, désignées sous l'appellation RIM-7R Evolved Sea Sparrow Missile (ESSM). Ces changements furent si nombreux et importants que le projet changea de nom et fut désigné RIM-162 ESSM.
L'ESSM emploie la section de guidage existante du RIM-7P et l'adapte à une section arrière entièrement nouvelle. Le nouveau missile a un diamètre de 25,4 cm, au lieu des 20,3 cm des versions précédentes, ce qui lui permet d'employer un moteur plus puissant. Il se débarrasse également complètement des ailettes centrales, les remplaçant par des lames fines similaires à celles des Standard Missile, et déplace ses organes de contrôle vers les ailettes arrière. Ce système consomme plus d'énergie mais offre une maniabilité considérablement plus importante lorsque le moteur est encore en fonctionnement.
Le lanceur quadruple Mark 25 fut développé pendant les années 1990, afin de stocker quatre ESSM dans une unique cellule de lanceur vertical Mk. 41. Pour un emploi depuis ces silos, les ESSM sont équipés du même étage JVC équipant les versions précédentes.

### Sea Sparrow sur lanceurs terrestres

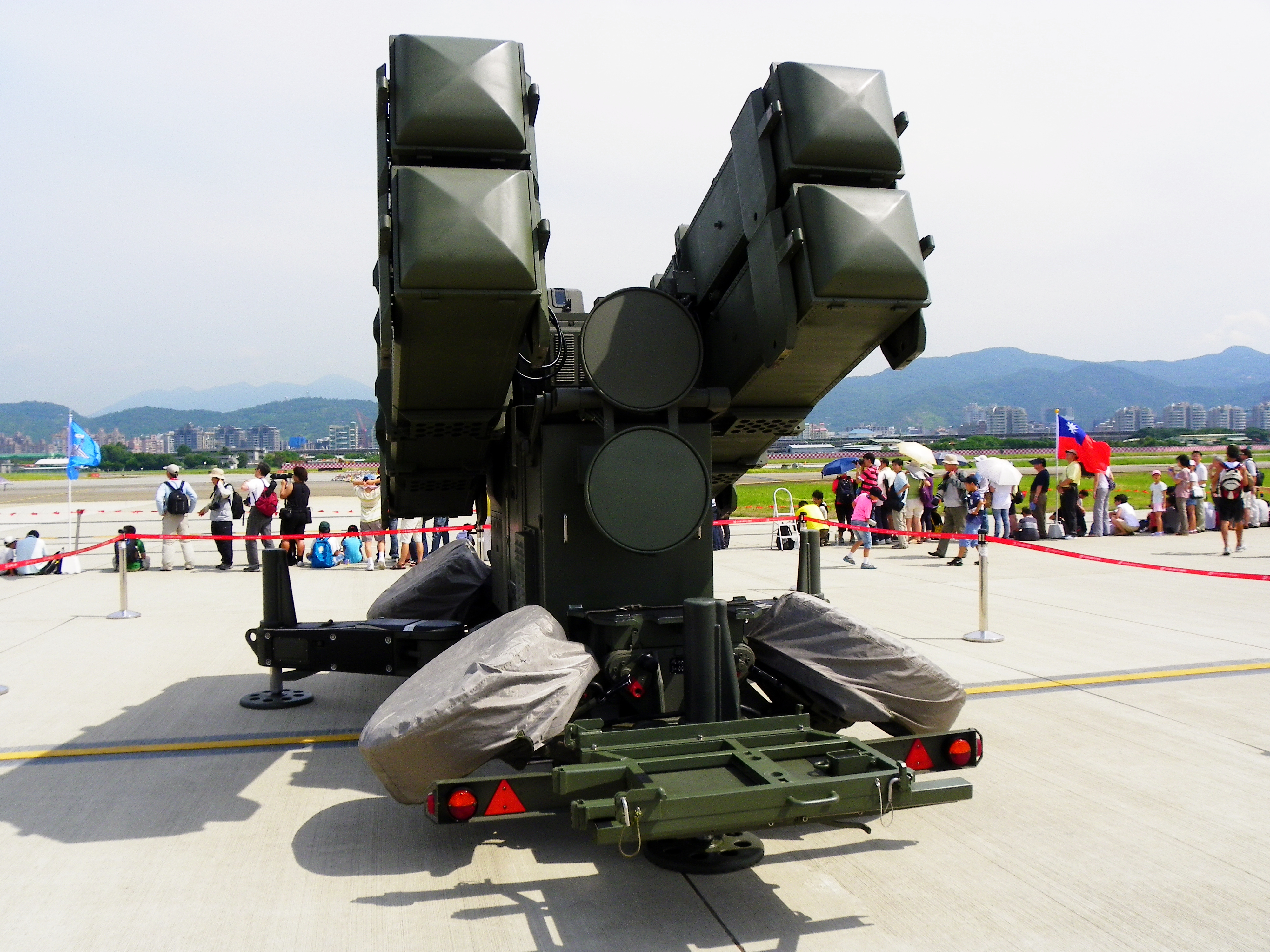
Lance-missiles Skyguard Taïwanais en 2011.

L’Égypte, la Grèce et Taïwan utilisent des RIM-7 depuis une plateforme tractée du système antiaérien Skyguard.
À la suite de l'invasion de l'Ukraine par la Russie, les États-Unis annonce le 5 janvier 2023 livrer des Sea Sparrow qui seront montés sur les tracteurs-érecteurs-lanceurs
SA-11 ukrainiens. Il s'agit de la première utilisation du Sea Sparrow depuis un système antiaérien autotracté et équipé d'un radar.

## Accidents en opérations
Le 1er octobre 1992, au cours d'exercices OTAN en mer Égée, le porte-avions américain Saratoga tira accidentellement deux missiles Sea Sparrow. Ils touchèrent le destroyer turc TCG Muavenet de la classe Robert H. Smith au niveau du pont et de la salle d'opérations, tuant cinq des officiers du navire et blessant vingt-deux personnes. Conséquence de l'accident, le Muavenet fut retiré du service, et le gouvernement américain présenta ses excuses à la Turquie, en offrant en 1993 à la marine du pays une frégate de la classe Knox (l'USS Capodanno) en mesure de compensation.

## Versions
- RIM-7E (Basic point defence missile system - BPDMS) : Première version du Sea Sparrow, dérivée de l'AIM-7E. Guidée manuellement vers sa cible et dotée d'ailettes fixes, sa portée était faible (seulement 10 km).
- RIM-7H (Improved Basic Point Defense Missile System - IBPDMS) : Version améliorée du RIM-7A. Ailettes repliables, afin de réduire le volume de stockage, autodirecteur acceptant de fonctionner avec de nombreux radars illuminateurs différents. Guidage vers la cible géré automatiquement.
- RIM-7F : Nombreuses améliorations par-rapport à la version précédente. Autodirecteur de taille et de masses réduites, charge militaire déplacée vers l'avant et plus lourde (39 kg), propulseur de plus grande taille et possédant désormais deux modes de poussée. La réactivité générale du système est grandement améliorée.
- RIM-7M : Version dérivée de l'AIM-7M, dotée d'un radar monopulse doté de bonnes capacités de détection vers le bas. Altitude minimale d'engagement réduite et fusée de proximité améliorée, lui permettant de détruire des missiles anti-navires performants, comme l'Exocet français.
- RIM-7P : Version dérivée de l'AIM-7P, dotée d'une liaison de donnée pour la mise à jour des données de la cible à mi-parcours. Profitant d'un profil de vol à haute altitude, le missile est d'une portée bien supérieure.
- RIM-7R (Evolved Sea Sparrow Missile - ESSM) : Dernière amélioration du missile, comprenant de très nombreuses modifications, essentiellement au niveau de la propulsion. Le missile est également utilisable en lancement vertical. Il a été rebaptisé RIM-162 ESSM.

## Utilisateurs
- États-Unis : United States Navy
- Australie : Royal Australian Navy
- Belgique : Composante marine
- Bulgarie : Военноморски сили на Република България
- Canada : Royal Canadian Navy
- Chili : Armada de Chile
- Danemark : Søværnet
- Allemagne : Deutsche Marine
- Grèce : Πολεμικό Ναυτικό
- Italie : Marina militare
- Japon : Force maritime d'autodéfense japonaise (海上自衛隊)
- Corée du Sud : Marine de la République de Corée (대한민국 해군)
- Mexique : Armada de México
- Pays-Bas : Koninklijke Marine
- Nouvelle-Zélande : Royal New Zealand Navy
- Norvège : Sjøforsvaret, Den Kongelige Norske Marine
- Portugal : Marinha de Guerra
- Espagne : Armada Española
- Turquie : Türk Deniz Kuvvetleri
- Finlande : Forces maritimes finlandaises
- Ukraine : fournis par les États-Unis et utilisés sur des systèmes 9K37 Bouk-M1-2 après modifications dans le cadre d'un programme surnommé « FrankenSAM ».